# Jacek Szmatka
Jacek (właśc. Jacenty) Stefan Szmatka (ur. 28 marca 1950 w Rzeszowie, zm. 20 października 2001 w Athens, w USA) – polski socjolog, profesor Uniwersytetu Jagiellońskiego, specjalista w dziedzinie mikrosocjologii, teorii i badań eksperymentalnych procesów grupowych, ogólnej metodologii nauk społecznych.

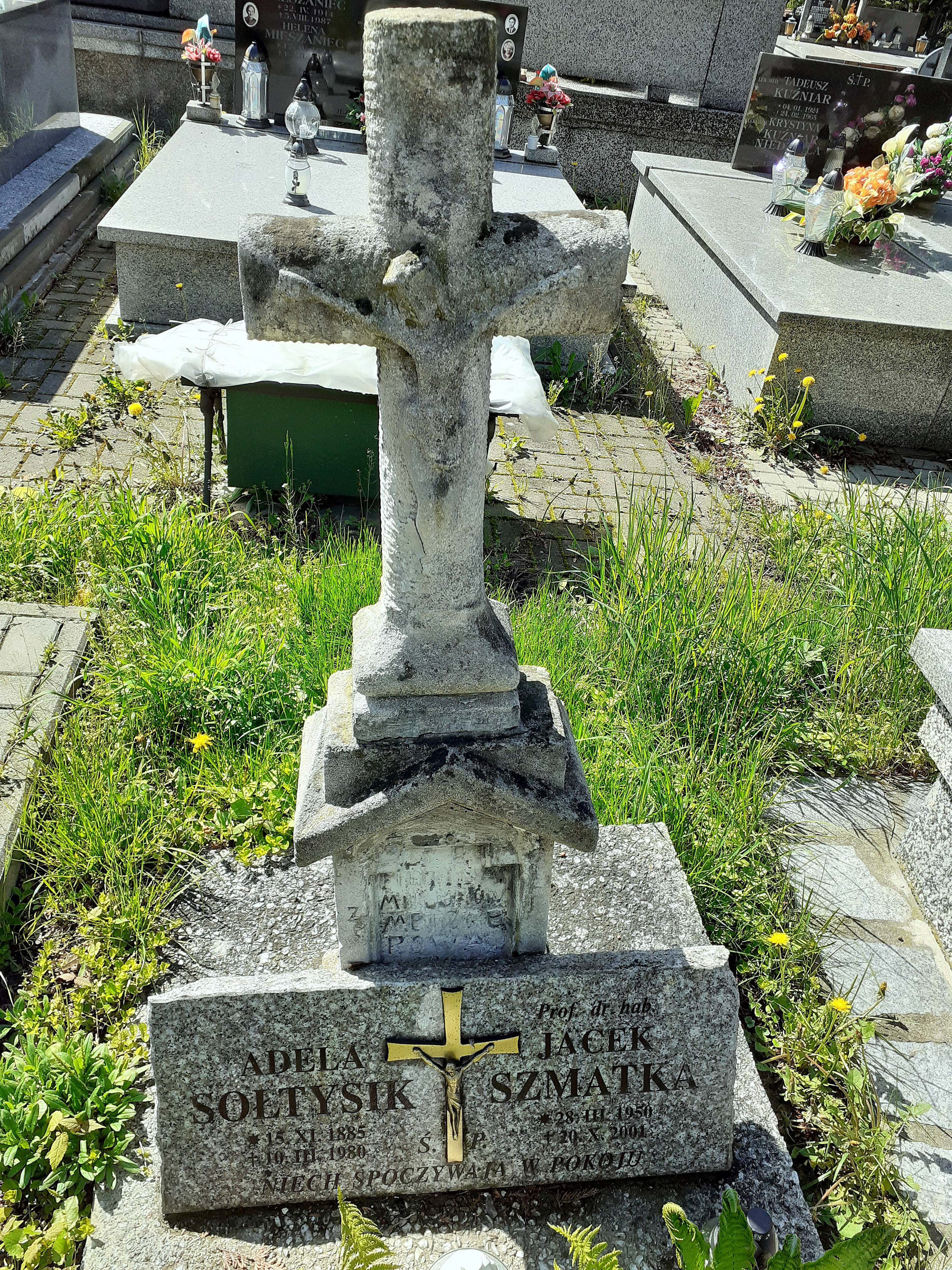
Grób Jacka Szmatki

## Życiorys
Absolwent I Liceum Ogólnokształcącego im. ks. Stanisława Konarskiego
w Rzeszowie. W latach 1968–1972 studiował socjologię w Uniwersytecie Jagiellońskim. W 1972 r. po otrzymaniu tytułu magistra socjologii, za pracę "Analiza modelowa współczesnych teorii roli społecznej", został zatrudniony w Instytucie Socjologii. W trzy lata później (1975 r.) złożył rozprawę doktorską "Redukcja teoretyczna w socjologii, za którą otrzymał tytuł doktora nauk humanistycznych. W 1981 r. otrzymał stopień doktora habilitowanego na podstawie rozprawy habilitacyjnej  "Jednostka i społeczeństwo: o zależności zjawisk indywidualnych od społecznych” (Uchwała Rady Wydziału Nauk Społecznych Uniwersytetu im. A. Mickiewicza w Poznaniu). W 1989 r. ukazała się jego książka pt. "Małe struktury społeczne: wstęp do mikrosocjologii strukturalnej". Tytuł profesora nauk humanistycznych nadano mu 18 lutego 1992 r.
W Instytucie Socjologii UJ utworzył (1989 r.) i pełnił funkcję kierownika Pracowni Mikrosocjologii, która w 1996 r. została przekształcona w Zakład Badań Procesów Grupowych. Tu założył pierwsze w Europie laboratorium do eksperymentalnego badania procesów grupowych. W Instytucie Zdrowia Publicznego Collegium Medicum UJ pełnił funkcję kierownika Zakładu Promocji Zdrowia. Swoją działalność naukowo-dydaktyczną prowadził równolegle w Polsce i w Stanach Zjednoczonych Ameryki. Jako Visiting Professor  wykładał w State University of New York (Buffalo), Stanford University (Stanford), University of Washington (Seattle), University of South Carolina (Columbia w l. 1992-93 na stypendium Fulbrighta), z którym współpracował na stałe od 1996 r., University of Iowa (Iowa City) i Ohio University (Athens). Na zaproszenie Edgara F. Bogartta, przez 10 lat (1990-2000), współpracował z The Encyclopedia of Sociology jako International Advisory Edditor. Brał aktywny udział zarówno w krajowym jak i w międzynarodowym życiu naukowym (organizując i aktywnie uczestnicząc w wielu konferencjach). Był też doświadczonym dydaktykiem i w ciągu całej, wieloletniej pracy zrealizował ponad 20 programów wykładów i seminariów skupionych na problemach teorii socjologicznej, małych grup, itp. Z myślą o studentach opracował 2 skrypty. Był autorem ponad 60 artykułów (głównie w języku angielskim) oraz współautorem i współredaktorem zarówno polskich jak i zagranicznych publikacji.
Wnuk Franciszka Sołtysika, nauczyciela języka łacińskiego, niemieckiego, geografii, geografii i historii oraz psychologii doświadczalnej w rzeszowskim gimnazjum (obecnie I Liceum ogólnokształcące), zastępcy dyrektora a następnie dyrektora, wizytatora szkół średnich w Galicji.
Żonaty z Barbarą, troje dzieci: Gabriela, Małgorzata i Jędrzej. Pochowany został na cmentarzu Pobitno w Rzeszowie.

## Publikacje

### Publikacje książkowe
- Jednostka i społeczeństwo: o zależności zjawisk indywidualnych od społecznych. – Warszawa: PWN, 1980
- Małe struktury społeczne: wstęp do mikrosocjologii strukturalnej. – Warszawa: PWN, 1989. – (Biblioteka Socjologiczna); Toż. – Wyd. 2, 2007; Toż. – Wyd. 2, 1 dodr., 2008

### Ważniejsze publikacje współautorskie i współredakcyjne
- Elementy mikrosocjologii: (wybór tekstów) / [wybór] J… Sz…; [tł. J… Sz… et al.]. – Kraków, [dr. 1978]. – (Skrypty Uczelniane / Uniwersytet Jagielloński. Instytut Socjologii; nr 303)
- Słownik słów kluczowych z socjologii / [wykaz podstawowych terminów przygot. zespół Antoni Komendera, Jacek Szmatka]. – Kraków, 1989. – (Prace OIN PAN)
- Elementy mikrosocjologii. Cz. 2, (Wybór tekstów). – Kraków, 1992. – (Skrypty Uczelniane / Uniwersytet Jagielloński. Instytut Socjologii; nr 663)
- Polish sociology // [w:] The encyclopedia of sociology. T. 3. – New York, 1992
- Współczesne teorie wymiany społecznej: zbiór tekstów / wybór, red. nauk. i wprow. Marian Kempny, Jacek Szmatka. – Warszawa, 1992
- Eastern European societies on the threshold of change / ed. by Jacek Szmatka, Zdzislaw Mach, Janusz Mucha. – Lewiston, c1993
- Struktura, wymiana, władza: studia z socjologii teoretycznej / pod red. Tadeusza Sozańskiego, Jacka Szmatki i Mariana Kempnego. -Warszawa, 1993
- Status, network, and structure: theory development in group processes / ed. by Jacek Szmatka, John Skvoretz, and Joseph Berger. – Stanford, Calif., 1997
- Advances in Group Processes. T. 15 / ed. by John Skvoretz, Jacek Szmatka. – Greenwich, 1998
- Polish and Eastern European sociology // [w:] Encyclopedia of sociology. Vol. 3, Japa-Publ. – 2nd ed. / Edgar F. Borgatta, editor-in-chief, Rhonda Montgomery, managing editor. – New York, 2000
- [Hasła] // [w:] Encyklopedia socjologii. T. 1; T. 3; T. 4 / [oprac. zbiorowe]. – Warszawa, 1998 – 2002
- The growth of social knowledge: theory, simulation, and empirical research in group processes / ed. by Jacek Szmatka, Michael Lovaglia. – Westport, Conn., 2002

### Tłumaczenia
- Struktura teorii socjologicznej / Jonathan H. Turner; przeł. Jacek Szmatka; wstęp i red. nauk. Piotr Sztompka. – Warszawa, 1985
- Struktura teorii socjologicznej: wydanie nowe / Jonathan H. Turner; przekł. Grażyna Woroniecka, Jacek Szmatka i 6 in.; red. nauk. Aleksander Manterys, Grażyna Woroniecka. – Warszawa, 2004

## Polskie i zagraniczne towarzystwa naukowe
- Polskie Towarzystwo Socjologiczne, w którym pełnił funkcję przewodniczącego Krakowskiego Oddziału PTS (w latach 1987-1990 i 1997-1999),
- International Institute of Socjology (członek Zarządu w latach 1991–1998),
- Komitet Nauk Socjologicznych Polskiej Akademii Nauk
- American Sociological Association
- Polskie Stowarzyszenie Stypendystów Fulbrighta

## Nagrody
- Nagroda MNSzWiT indywidualną stopnia III (1981) – za osiągnięcia w dziedzinie autorstwa wyróżniających się podręczników dla studentów
- Nagroda MNSzWiT indywidualna stopnia III (1982) – za osiągnięcia w dziedzinie badań naukowych za pracę habilitacyjną […] oraz nagroda zespołowa również III stopnia za książkę pt. „Elementy mikrosocjologii […]”
- Nagroda MEN indywidualna stopnia II (1990) – z tytułu osiągnięć naukowych za książkę pt. „Małe struktury społeczne […]”